# Maateb

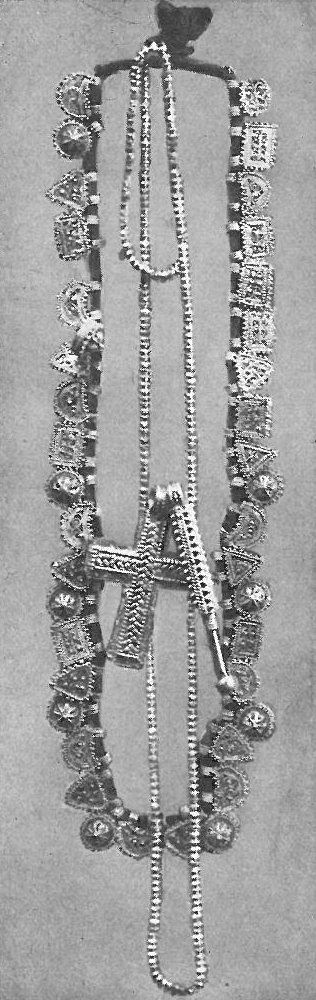
Altes Maatab mit reichem Silberschmuck, Kreuz und Ohrreiniger

Ein Maateb ist ein traditioneller äthiopischer Halsschmuck, der von alters her als Erkennungszeichen der äthiopischen Christen gilt. Es handelt sich hierbei um eine blaue Schnur, an der in der Regel ein Kreuz hängt. Diese Schnur wird bei der Taufe um den Hals des neuen Christen geschlungen als äußeres Zeichen für die Taufe. Je nach Region Äthiopiens werden verschiedene Kreuzarten, Metalle und Formen verwendet. Die Sitte des Maateb ist auch heute noch Brauch.
Der deutsche Biologe Felix Rosen, der im Jahr 1904 mit einer deutschen Gesandtschaft (Rosengesandtschaft) an den Hof Menelik II. reiste, berichtet: Allgemein tragen die Frauen (wie die Kinder und viele Männer) eine Schnur aus dunkelblauen Baumwollfäden um den Hals; sie heißt Maateb und ist das Abzeichen der Christen, während die heidnischen Stämme stattdessen einen schmalen Lederriemen tragen. An dieser blauen Schnur ist aufgereiht, was die Trägerin eben von Schmuck besitzt: Kreuzchen aus Messing oder Silber, ein dicker silberner Ring, Kartuschen aus Saffianleder oder Silber, abwechselnd mit Kugeln aus Glas oder Bernstein, Brelocken in Silberfiligran und endlich ein zierliches Löffelchen, das zur Reinigung der Ohren dient.
Der Afrikaforscher Gerhard Rohlfs schreibt über die Sitte des Maateb: Die christlichen Abessinier tragen um den Hals eine blauseidene, gedrehte Schnur, die man auf den Märkten der Städte kauft. Unter der Herrschaft des Negus Yohannes IV. erging im Jahr 1880 der Befehl, demzufolge alle Muslime zur christlichen Kirche übertreten oder auswandern mussten. Sehr viele haben sich diesem Befehl gebeugt und taufen lassen. So kam dem Maateb in Äthiopien eine Kontrollfunktion zu. Es war immer zu sehen, wer Christ war. Auch die äthiopischen Juden, die Falascha, waren Ziel von Zwangstaufen. Felix Rosen berichtet in diesem Zusammenhang von einem besonderen Fall im Zusammenhang mit der Bedeutung des Maateb. Bei einem Besuch der Falascha in Gonder sah Rosen eine Falaschafrau, die um den Hals und auf der Brust ein Tattoo in Form des Maateb hatte. Die Frau erklärte, dass ihr dies gewaltsam beigebracht wurde. Im Norden von Äthiopien ist es Sitte, sich durch ein Tattoo auf der Stirn in Form eines Kreuzes als Christ zu bekennen.